# Zuna
Zuna (Nedersaksisch: Sunnoa) is een buurtschap in de gemeente Wierden, in de Nederlandse provincie Overijssel. Het kende op 1 januari 2023 330 inwoners. Ten zuiden van Zuna ligt Rijssen. De industrieterreinen 'Plaagslagen' en 'De Mors' grenzen tegenwoordig aan de kern van de buurtschap. De Mors was daarvoor een groot moerasgebied nabij Zuna. Zuna hoorde tot 1811 onder het gericht Kedingen en was een van de zogenaamde Rijssense kwartieren. In 1811 ging het deel uitmaken van de gemeente Wierden.
Zuna heeft een aantal jaren een eigen stopplaats gehad aan de spoorlijn Neede - Hellendoorn, ten westen van de buurtschap: stopplaats Zuna. De stopplaats was geopend van 1 mei 1910 tot 15 mei 1931. 